# Golfo di Follonica
Il golfo di Follonica (già Golfo di Piombino; in latino Sinus Plumbini o Sinus Phalesianus) è un'insenatura del mar Tirreno, che si estende a cavallo tra l'estremità meridionale della provincia di Livorno e la parte settentrionale della provincia di Grosseto, in Maremma, interessando tratti costieri dei comuni di Piombino, Follonica, Scarlino e Castiglione della Pescaia, comprendendo però in tale ambito territoriale anche i comuni limitrofi che non si affacciano direttamente sul mare come Massa Marittima e Gavorrano, ma strettamente legati ai primi.
È delimitato a nord-ovest da punta della Rocchetta, appendice rocciosa del Promontorio di Piombino tra la città e il porto di Piombino, mentre a sud-est è chiuso dal promontorio di Punta Ala, dall'isolotto dello Sparviero e dagli scogli Porchetti che affiorano nel braccio di mare tra essi compreso.

## Toponimo
Nell'antichità era chiamato Sinus Phalesianus, in relazione all'antico Porto Falesia, Sinus Traianus e Sinus Troianus (da Punta Troia, oggi Punta Ala); successivamente Sinus Plumbini.

## Tratto del golfo nella provincia di Livorno

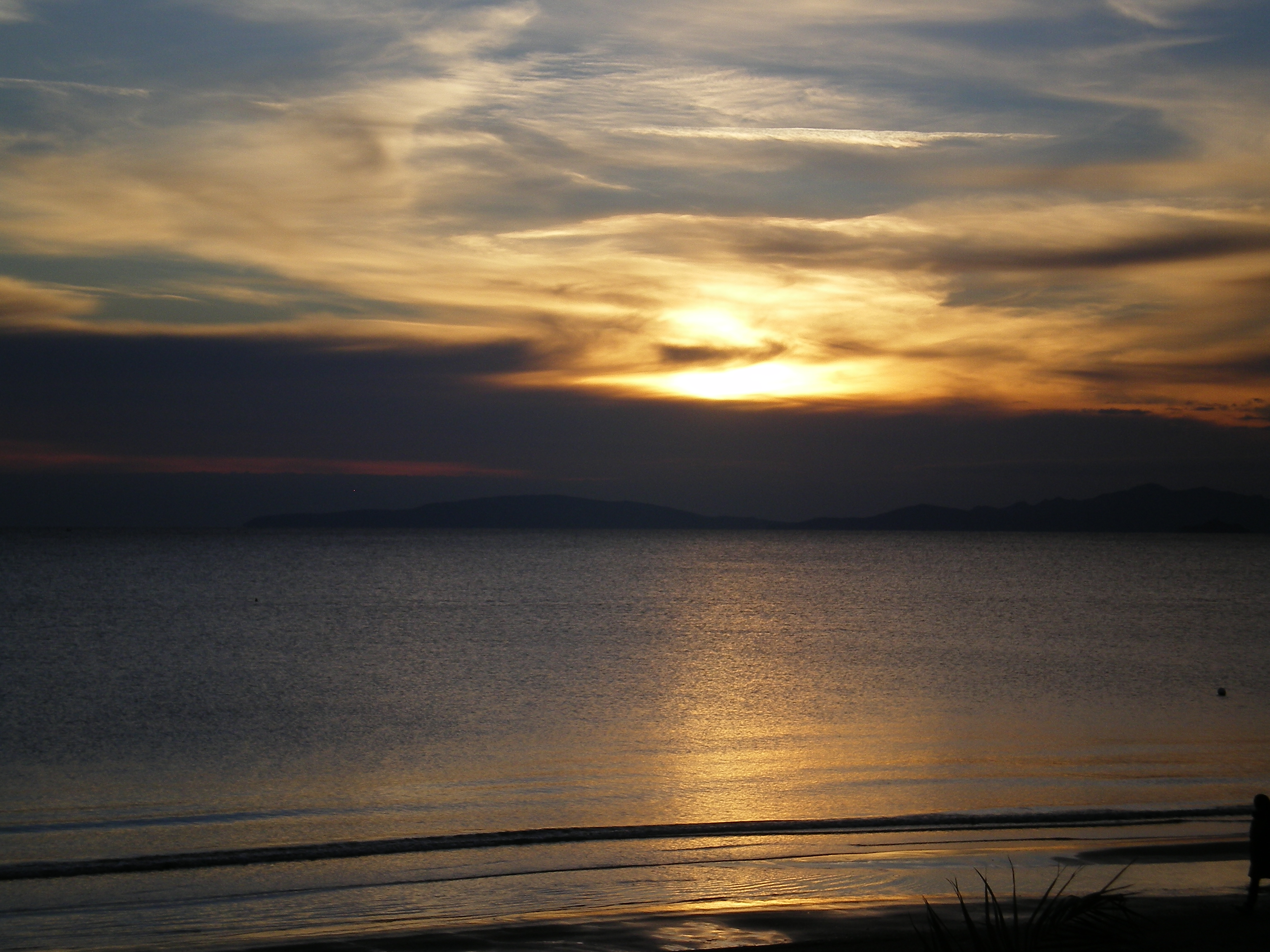
La parte nord-occidentale del golfo vista da Follonica al tramonto

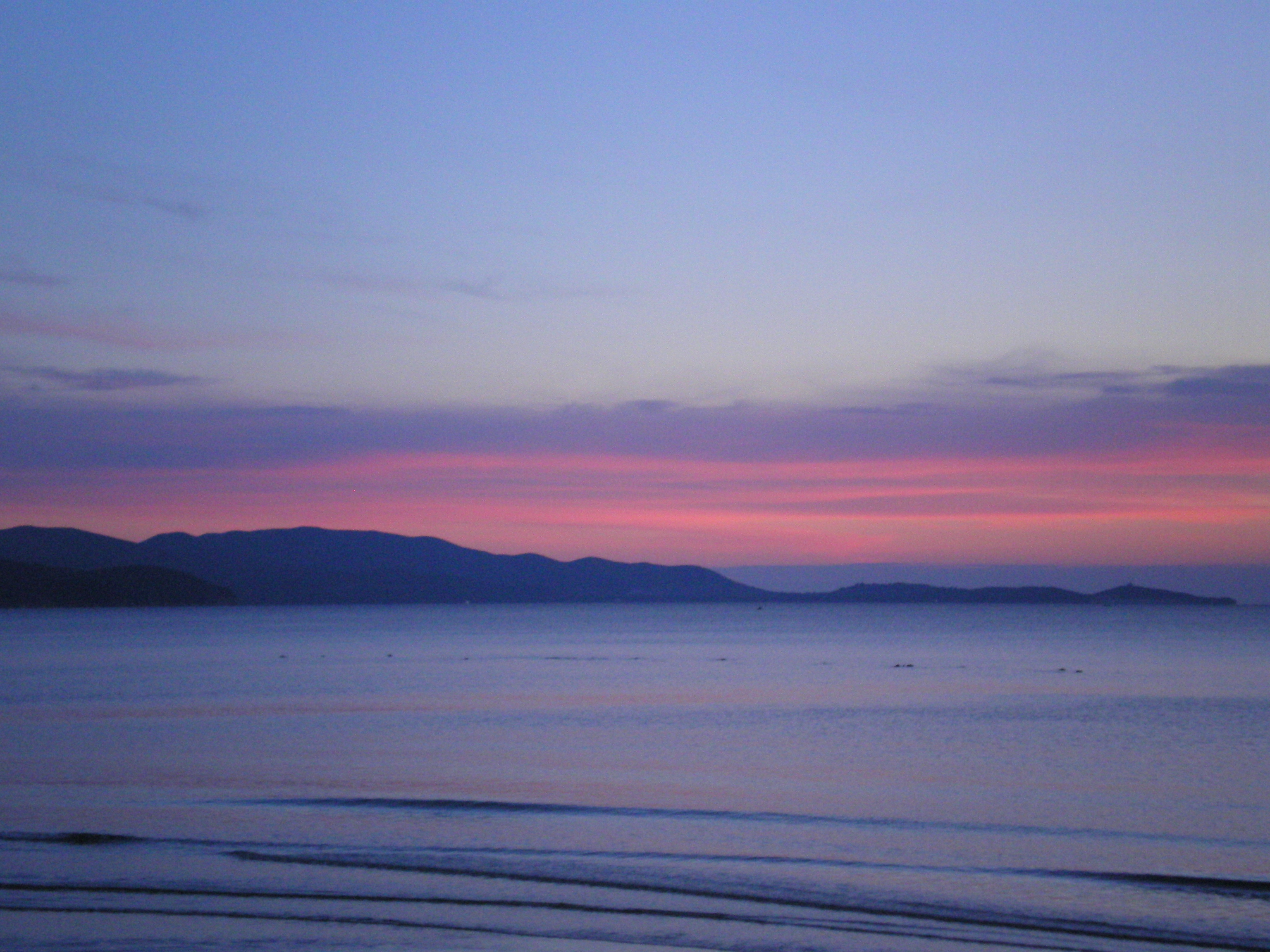
La parte meridionale del golfo di Follonica

Il tratto del golfo che interessa l'estremità meridionale della provincia di Livorno, denominata Maremma Livornese (ovvero la storica Maremma Pisana) nella parte orientale del territorio comunale di Piombino, si caratterizza per la presenza iniziale del porto, segnalato da numerosi fari, a cui fa seguito un bacino di estensione minore che coincideva anticamente con l'originaria foce del fiume Cornia.
Procedendo verso est, inizia un'ampia falcatura di arenile sabbioso dai colori tendenti al bianco che, in prossimità della torre del Sale, è interrotto dall'attuale foce ad estuario del fiume Cornia.
Il litorale prosegue ancora verso est, conservando le caratteristiche di sabbia bianca fine, fino a giungere alla caratteristica Torre Mozza di Piombino, costruita proprio sulla battigia. Poco prima, si trova un piccolo ormeggio turistico, il Porto di Carbonifera.

## Tratto del golfo nella provincia di Grosseto
Il tratto del golfo che interessa la provincia di Grosseto coincide inizialmente con l'intero litorale follonichese, che conferisce la denominazione al golfo, ove l'arenile tende a divenire di colore ambrato e a restringersi a causa del fenomeno dell'erosione costiera, che è stato molto attivo negli ultimi decenni.
A est dell'abitato di Follonica, la spiaggia è costeggiata nell'immediato retroterra dalla pineta di Scarlino, che si inoltra nel tratto costiero del comune di Scarlino fino alla località del Puntone, ove sorge la moderna infrastruttura turistica dell'omonimo porto. La pineta è interrotta parzialmente dal pontile che fa capo agli stabilimenti industriali presenti nella piana di Scarlino.
Oltre la località del Puntone si elevano le prime propaggini del promontorio delle Bandite di Scarlino, che da Portiglioni fino alla foce dell'Alma, danno origine ad un tratto costiero di tipo alto e roccioso, con alcune suggestive cale, tra le quali cala di Terra Rossa, cala Martina (rocciose), cala Violina (sabbia bianca fine) e cala Civetta (anch'essa sabbiosa). Punta Francese divide Cala Martina da Cala Violina, mentre punta le Canne separa cala Violina da cala Civetta, chiusa a sud dall'omonimo poggio sul quale si eleva la Torre Civette.
A sud della foce del fiume Alma ha inizio il tratto costiero del comune di Castiglione della Pescaia, del quale il golfo bagna soltanto la parte settentrionale. Il litorale diviene nuovamente basso e sabbioso con colorazioni dorate per diversi chilometri, andando a costituire la spiaggia di Capanna Civinini, con pineta retrostante, che termina in prossimità del promontorio di Punta Ala.
Oltre la cala del Porto, punta Ala presenta coste scogliose che costituiscono le propaggini settentrionali del vasto promontorio, ove sorgono la torre Hidalgo e il castello di Punta Ala sulle omonime punte, tra le quali è situato l'attrezzatissimo porto di Punta Ala.
Il promontorio di Punta Ala presenta appendici anche in mare con gli affioranti scogli Porchetti e l'isolotto dello Sparviero, sul quale si eleva la storica torre degli Appiani, che segnano il limite meridionale del golfo di Follonica.